# Крюков Борис Іванович
Бори́с Іва́нович Крю́ков (псевдонім — Іван Усатенко; нар. 19 січня 1895, Оргіїв — пом. 6 березня 1967, Буенос-Айрес) — український живописець, графік, мозаїст, театральний декоратор. Чоловік художниці Ольги Гурської.

## Життєпис

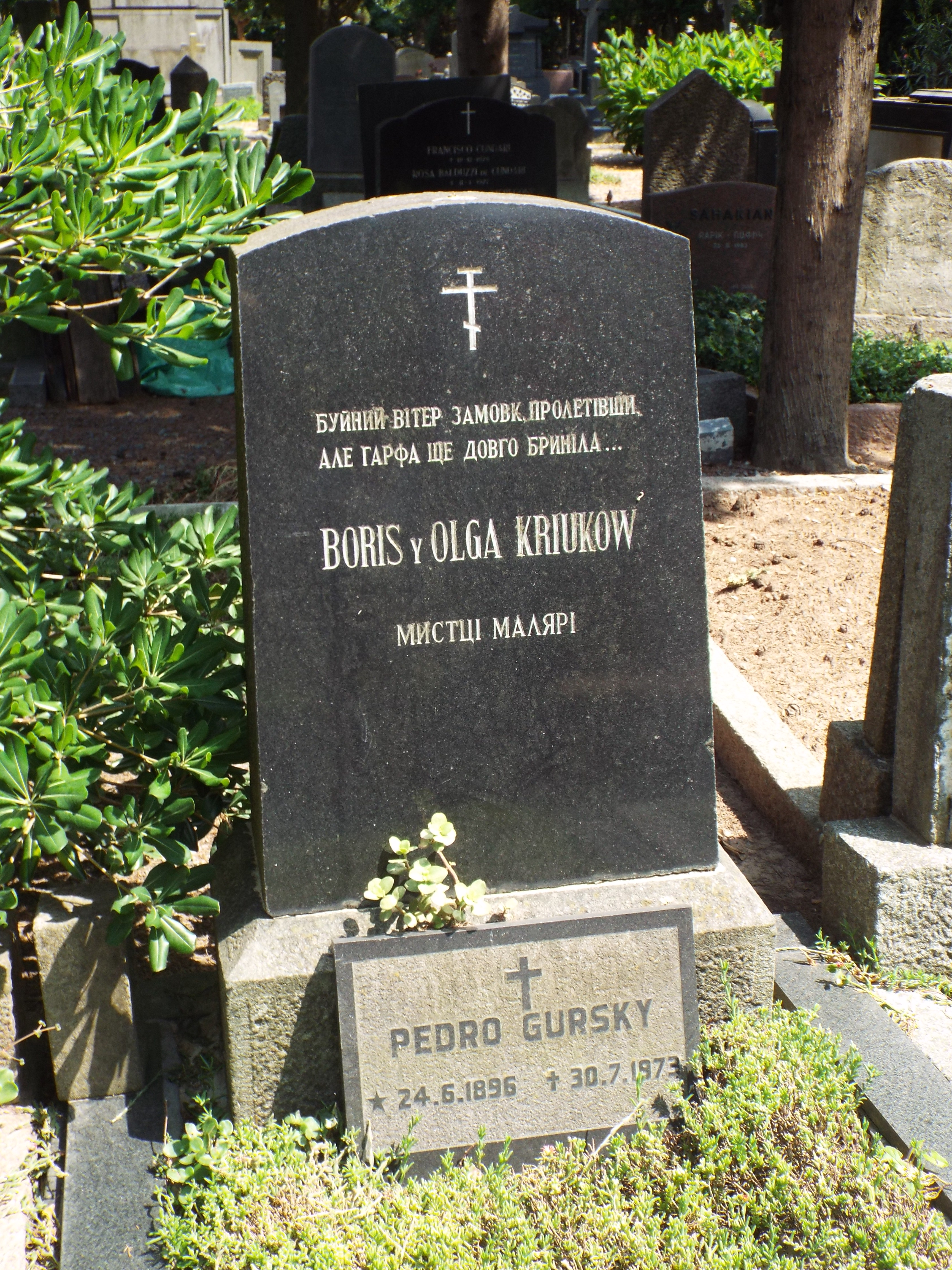
Поховання Бориса Крюкова на Британському цвинтарі Буенос-Айреса, фото 2020 р.

Народився 19 січня 1895 року в місті Оргієві (нині в Молдові). Його батько — судовий службовець, мати — з роду Усатенків. Малювати почав з дитинства. Вступив до художньої школи Федора Кричевського в Києві, де також займався у викладачів Михайла Бойчука та Георгія Нарбута. 1918 року закінчив навчання, поїхав до Кам'янця-Подільського, до 1923 року викладав малювання в художньо-промисловому технікумі.
У 1923—1940 роках працював у Київському театрі опери та балету. У 1923–1941 роках співпрацював з видавництвами «Культура», Держвидав, «Книгоспілка», «Слово», «Радянський письменник». У 1943 році переїхав з родиною до Львова, з наближенням фронту — до Кракова, звідти — до Австрії, в місто Ґмунден.
1948 року еміґрував до Аргентини, оселився в Буенос-Айресі. Помер в Буенос-Айресі 6 березня 1967 року. Борис Крюков похований разом з своєю дружиною Ольгою Крюковою на Британському цвинтарі (сектор кладовища Ла-Чакаріта) в Буенос-Айресі (координати поховання 34°35′29″ пд. ш. 58°27′47″ зх. д. / 34.591250° пд. ш. 58.463183° зх. д.).

## Творчість
Оформив біля 500 книг. Ілюстрував книги Івана Франка, Бориса Грінченка, Бориса Антоненка-Давидовича, Григорія Епіка, Леоніда Первомайського, Наталі Забіли, Петра Панча, Івана Ле, Оксани Іваненко, Юрія Смолича, Тараса Шевченка.
З 1950 року та до смерті був єдиним ілюстратором серії «Незабутні класики» (Clasicos inolvidables) іспанського видавництва «Ель Атенео» («El Ateneo»), зокрема проілюстрував книжки:
- «Тисяча і одна ніч» (1950 та 1956);
- «Фантастичні оповідання» Е. По (1951);
- «Божественна комедія» Данте Аліґ'єрі (1952);
- «Декамерон» Дж. Боккаччо (1953);
- «Дон Кіхот» М. Сервантеса (1954);
- вибрані твори Ф. Кеведо-і-Вільєґаса (1957);
- «Класичний іспанський театр» (1958);
- твори А. Франса (1959);
- Е. Золя (1961).

Ілюстрація до зібрання творів Едґара По. Буенос-Айрес, «Ель Атенео», 1950
Ілюстрація до «Божественної Комедії» Данте. Буенос-Айрес, «Ель Атенео», 1952
Ілюстрація до «Дон Кіхота» Сервантеса. Буенос-Айрес, «Ель Атенео», 1954

Для видавництва «Атлантида» проілюстрував книжки:
- «Маленький лорд Фаунтлерой» Френсіс Бернетт (1956);
- «Маленькі жінки» Луїзи Олкотт (1964);
- «Маленькі чоловіки» тієї самої авторки (1967).

Створив мозаїчний запрестольний образ Богоматері в українському греко-католицькому соборі Покрови Пресвятої Богородиці, Буенос-Айрес (1967).

Ілюстрація до «Казки про Івана Голика». СРСР, 1939
Козацькі чайки. П., о. Буенос-Айрес, 1960-ті рр.Козацькі чайки. П., о. Буенос-Айрес, 1960-ті рр.
Запрестольний образ Богоматері. Буенос-Айрес, Кафедральний собор Покрови Пресвятої Богородиці, 1967

Намалював два олійні зображення великих постатей аргентинської історії:
- «Битва під Чакабуко» — визволитель генерал Хосе де Сан-Мартін на коні перед військом (колекція муніципалітету Буенос-Айреса);
- великий портрет адмірала В. Бравна, 1967 (незакінчений через смерть художника, зберігається в Аргентинському морському інституті).

Намалював портрети дружини (художниці та дружини Ольги Гурської) і доньки Лідії Качуровської.
Серед його олійних робіт —
- «Жарти Бахуса» (Київ, 1942);
- «Запорожці» та «В гостях» (Львів, 1943).

В 1950—1960-ті проілюстрував близько 80 українських книжок для видавництв Миколи Денисюка та Юліана Середяка (зокрема «Сміхоліну»), малював карикатури для українського сатиричного журналу «Мітла» (редактор — Ю. Середяк), ілюстрував журнали для молоді, що друкувались у видавництві «Атлантида» (Atlantida).

### Виставки
В австрійський період його твори виставлялися в містах Відні, Зальцбурзі, Інсбруку та Лінці. У Буенос-Айресі його твори виставлялись у 1949, 1951, 1952, 1954, 1956, 1958 та 1965 роках, також у Канаді — 1956, Торонто, та у США — 1963, Нью-Йорк.
У 1964 та 1965 роках його ілюстрації відзначалися преміями: на міжнародному конкурсі в Мадриді — за малюнки «Дон Кіхот» та «Дон Сеґундо Сомбра», за романом Рікардо Ґвіральдеса (видавництво «Кодекс», Буенос-Айрес). 1969 року було влаштовано посмертні виставки у США та Канаді.